# 皖西卫生职业学院
皖西卫生职业学院（英文：West Anhui Health Vocational College），是一所位于中华人民共和国安徽省六安市的公办普通高等职业院校。

## 校史
学校前身为1958年创建的首批国家级重点全日制中等专业学校安徽省六安卫生学校，2010年升格为皖西卫生职业学院，成为专科层次的高等职业学校。

## 师生概况
学院现有教职工324人，其中正高职称教师9人，副高以上人员100人，安徽省专业带头人2人，安徽省教学名师2人，安徽省教坛新秀3人。在校学生总数突破万人。

## 院系设置
学校现设“四系三部两中心”，开设18个专业，其中护理、药学、康复治疗技术专业为安徽省特色专业，护理、康复治疗技术专业为中央财政支持实训基地建设专业和安徽省综合实训基地建设专业。
- 护理系
- 临床系
- 药学系
- 医学技术系
- 公共部
- 基础部
- 思政部
- 图文信息中心
- 实验实训中心

## 附属医院
学校现有1所三级综合附属医院：
- 六安市第二人民医院

## 知名校友
- 权循珍：曾任安徽省卫生厅副厅长，1963年护理专业毕业。
- 陈命家：现任安徽医学高等专科学校校长，1981年医士专业毕业。
- 操礼庆：现任安徽省立医院总会计师，卫生财会专业毕业。
- 胡家金：现任六安市人民医院党委副书记、副院长，1980年医士专业毕业。
- 李盈龙：现任合肥市第一人民医院眼科主任，1987年五官医士专业毕业。
- 孟玲玲：现任合肥市东南骨科医院院长，1985年护理专业毕业。